# Семена, Николай Михайлович
Николай Михайлович Семена (укр. Микола Михайлович Семена; род. 14 мая 1950, Вороньки, Черниговская область) — советский и украинский журналист. Заслуженный журналист Украины (2009). Член Национального союза журналистов Украины (1984), Ассоциации независимых журналистов Крыма (1996) и организации Украинский ПЕН.

## Биография
Родился 14 мая 1950 года в селе Вороньки Черниговской области. Украинец по происхождению.
Окончил факультет журналистики Киевского государственного университета имени Т. Г. Шевченко (1971—1976) и отдел журналистики Высшей партийной школы при ЦК КПУ (1980—1982).
Начал работать журналистом в 1967 году в редакции газеты «Октябрьская звезда» в городе Бобровица Черниговской области. С 1969 по 1971 год проходил срочную службу в рядах советской армии. В 1976 году устроился в газету «Днепровские огни» города Вольнянск Запорожской области, где трудился в течение четырёх лет. С 1982 по 1983 год — заведующий отдела пропаганды и агитации Вольнянского РК КПУ Запорожской области.
В 1983 году переехал в Крым, где начал писать для судакской газеты «Труженик». С 1987 по 1989 год занимал должность заместителя редактора газеты «Путь Ильича» в Судаке. В 1989 году стал редактором газеты «Ленинец» из Симферополя.
С 1991 по 1992 год являлся редактором отдела публицистики газеты «Будем милосердны» и собственным корреспондентом «Крымской газеты». В 1992 году стал заместителем главного редактора в украиноязычной газете «Крымская светлица». С 1993 по 1996 год работал собственным корреспондентом на юге Украины газеты «Известия». С 1996 по 1999 год — директор крымского отделения международного фонда «Возрождение». Параллельно с этим, в июне 1996 года стал собственным корреспондентом еженедельника «Зеркало недели» в Крыму, а позднее начал сотрудничать с газетой «День».

### Судебное преследование
Весной 2014 года начал сотрудничать с интернет-изданием «Крым. Реалии» с момента его создания, после аннексии Крыма Российской Федерацией. С момента установления контроля РФ над Крымом, кроме «Крым. Реалий», продолжал писать для газеты «День» и «Зеркала недели». В мае 2014 года Семена общался в кафе с журналистом польской «Газеты Выборча» Вацлавом Радзивиновичем, который был задержан силовиками в ходе их встрече, а позднее выслан из РФ.
В апреле 2016 года против Семены было возбуждено уголовное дело по статье о публичных призывах к нарушению территориальной целостности (ч. 2 ст. 280.1 УК РФ) за публикацию на сайте «Крым. Реалии» под названием «Блокада — необходимый первый шаг к освобождению Крыма» с поддержкой блокады Крыма со стороны Украины, опубликованной под псевдонимом «Валентин Гончар». Во время обыска у Семены был изъят компьютер и архив материалов за 20 лет работы. При этом сотрудники ФСБ следили за Семеной ещё до публикации текста, получив удаленный доступ к его компьютеру. Таким образом силовики собрали материалы из скриншотов с компьютера Семены размером в три тома уголовного дела.
В сентябре 2017 года Железнодорожный районный суд Симферополя приговорил Семену к двум с половиной годам условно с испытательным сроком в три года и запретом заниматься публичной деятельностью. Приговор крымскому журналисту был раскритикован США, Германией, Европейским союзом, Европарламентом, ОБСЕ и рядом международных правозащитных организаций, которые призывали его отменить и освободить Семену. Среди осудивщих приговор Семене были также Европейская федерация журналистов, российские правозащитные организации «Мемориал» и «Агора», а также 27 правозащитных организаций, входящих в Платформу гражданской солидарности.
В декабре 2017 год Верховный суд Республики Крым сократил срок на запрет заниматься публичной деятельностью с трех до двух лет. В июле 2018 года украинские власти включили Семену в список украинцев, которых предлагают России обменять на осужденных россиян. В мае 2019 года президент Украины Пётр Порошенко присвоил Семене государственную стипендию имени Левко Лукьяненко. Также в 2009 году Семена был выдвинут от Украины на Всемирную премию ЮНЕСКО за вклад в дело свободы печати имени Гильермо Кано.
14 января 2020 года Железнодорожный суд Симферополя досрочно прекратил испытательный срок и снял с Семены судимость. Позднее он был исключён из списка «террористов и экстремистов» Росфинмониторинга.

### Дальнейшая судьба

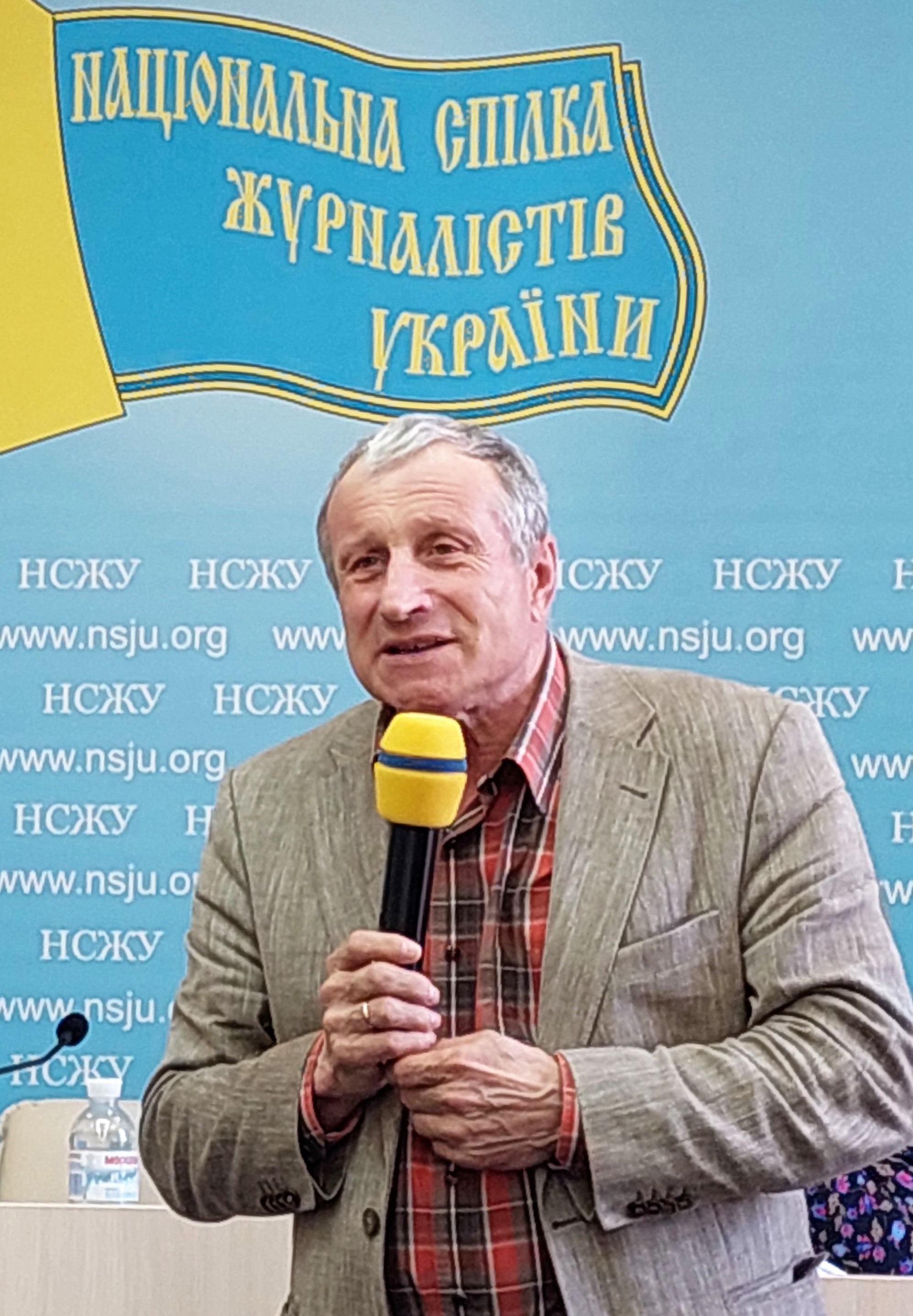
Семена в 2021 году

19 февраля 2020 года Семена выехал из Крыма и прибыл в Киев, где объявил о намерении пройти медицинское обследование и вернутся в журналистику. В Киеве Семена получил от органов власти временное жильё в общежитие и продолжил писать для изданий «Крым. Реалии» и «День».
В марте 2021 года стал одним из организаторов «Платформы освобождения политзаключенных». В августе 2021 года Семена был избран секретарём Национального союза журналистов Украины. В мае 2022 года вошёл наблюдательный совет Фонда памяти погибших журналистов, созданного НСЖУ.

## Личная жизнь
Супруга — Людмила Николаевна (род. 1958). Дети — Дмитрий (род. 1984) и Оксана (род. 1977).

## Награды и звания
- Заслуженный журналист Украины (18 августа 2009) — «За значительный личный вклад в социально-экономическое, культурное развитие Украинского государства, весомые трудовые достижения и по случаю 18-летия независимости Украины»[26]
- Отличие Верховной рады Украины «За активную общественную деятельность» (2010)[27]
- Юбилейная медаль «25 лет независимости Украины» (19 августа 2016) — «За значительные личные заслуги в становлении независимой Украины, утверждении суверенитета и укреплении международного авторитета, весомый вклад в государственное строительство, социально-экономическое, культурно-образовательное развитие, активную общественно-политическую деятельность, добросовестное и безупречное служение украинскому народу»[28]
- Премия Национального союза журналистов Украины за свободу слова имени Игоря Лубченко (2016)[29]
- Премия имени Павла Шеремета от Форума гражданского общества Восточного партнерства (2016)[30].
- Медаль «Строитель Украины» общества «Просвита» (2017)[31]
- Орден за мужество имени Андрея Сахарова Фонда имени Сахарова (2018)[32]

## Книги
- Мустафа Джемілєв: людина, яка перемогла сталінізм // Сімферополь: Доля, 2010. — 96 с.
- «Кримський репортаж» (хроніки окупації Криму 2014—2016 рр.); 2016